# شمسة عرويلو
شمسة عرويلو هي ناشطة صومالية-بريطانية، تسعى لإنهاء ممارسة ختان الإناث ودعم الناجيات من هذه الممارسة.

## نشأتها
ولدت شمسة عرويلو في الصومال،  حيث خضعت لعملية ختان في سن السادسة، دون أي تخدير أو مسكنات للألم.  على الرغم من معارضة والدتها لختان الإناث، إلا أنها لم تكن في البلاد في ذلك الوقت، وقرر أقاربها متابعة الأمر بحكم التقاليد.  خضعت ابنة عمها البالغة من العمر سبع سنوات لعملية ختان في نفس اليوم، بحضور شمسة.   وقالت عرويلو إنها لا تشعر بالاستياء من أقاربها، مشيرة إلى أنهم كانوا يجهلون الآثار الضارة لهذه الممارسة.  
انتقلت شمسة ووالديها إلى شمال لندن عام 2000، عندما كانت تبلغ من العمر 7 سنوات   لقد قالت إنها تعرضت لانتهاكات جسدية وعاطفية أثناء نشأتها، حيث أراد والداها التحكم في سلوكها.  ونتيجة لذلك، حاولت الانتحار ثلاث مرات. 
بعد الانتهاء من المدرسة الثانوية، أخذتها والدتها إلى الصومال لإعادة تأهيلها وفق تقاليدهم، ثم أخذت جواز سفر ابنتها معها إلى المملكة المتحدة، تاركة شمسة البالغة من العمر 17 عامًا محاصرة في البلاد.  انتقلت للعيش مع عمها، وسرعان ما أصبح من الواضح أنها كانت تتوقع الزواج من ابن عمها البالغ من العمر 15 عامًا.  تعرضت شمسة للتهديد، ولم تتمكن من مغادرة منزل عمها، ومن ضمن الإساءات حصارها هناك مصادرة هاتفها.  وبعد أربعة أشهر في الصومال، أُجبرت على الزواج من ابن عمها.  على مدى الأشهر الستة التالية، تعرضت شمسة للضرب والاغتصاب بشكل متكرر. تمكنت من الاتصال بوالدتها خلال هذا الوقت وإخبارها بما كان يحدث؛ حتى هذه اللحظة، لم تكن والدتها على علم بالإساءات التي تعرضت لها، حيث كانت الأسرة تكذب عليها. تمكنت شمسة من الفرار بعد إقناع زوجها بأنها بحاجة إلى علاج طبي، ثم هربت على متن حافلة إلى مقديشو. هناك، التقت بخالاتها، اللاتي حافظن على سلامتها حتى تمكن شقيقها من العودة إلى الصومال بجواز سفرها. 
توفيت والدة شمسة بسرطان المخ في نفس الشهر الذي عادت فيه من الصومال، مما أدى تعطيل خططها للذهاب إلى الجامعة. بعد عودتها إلى المملكة المتحدة، لجأت شمسة إلى المساجد المحلية حتى تتمكن من الحصول على الطلاق الشرعي، لكن القادة المحليين لم يكونوا على استعداد لتصديق كلامها دون التحدث إلى زوجها أيضًا. في النهاية، أشارت أخت شمسة إلى أن الزواج لم يكن صالحًا أبدًا لأنه كان قسريًا؛ فاتصلت الأخت بزوج شمسة، وفي هذه المرحلة وافق على تطليقها. 
كان شمسة عرويلو بلا مأوى في ذلك الوقت، وانتقلت من لندن على أمل العثور على سكن بأسعار معقولة.

## النشاط
دعت عرويلو إلى تحسين التعليم والتدريب لممتهني الرعاية الصحية في المملكة المتحدة فيما يتعلق بختان الإناث، استنادًا إلى تجاربها الشخصية في طلب الرعاية الصحية.   كما عملت أيضًا مع المجندين في شرطة العاصمة حول "كيفية التعامل مع حالات [ختان الإناث] بحساسية".  
أطلقت عرويلو منظمتها الخاصة، جمعية السلام الخيرية، لمساعدة الناجيات من ختان الإناث.  كما تعمل أيضًا على مساعدة المواطنين البريطانيين المعرضين لـ "العنف المبني على الشرف" في الخارج.
وقد دعمت عرويلو الجهود الرامية إلى تغيير اسم ممارسة "ختان الإناث (تشويه الأعضاء التناسلية" إلى "قطع الأعضاء التناسلية الأنثوية"، لأنها تشعر بأن مصطلح "تشويه" قد يكون له آثار سلبية على الناجيات من هذه الممارسة ويثنيهن عن طلب المساعدة. 
في فبراير 2023، انضمت عرويلو إلى حملة شعبية للتوعية بتشويه الأعضاء التناسلية الأنثوية والوقاية منها والتي بدأها عمدة لندن صادق خان. في أبريل 2023، نشرت عرويلو مقطع فيديو على الإنترنت تتحدث فيه عن تجربتها مع ختان الإناث، والذي انتشر على نطاق واسع. 
في نوفمبر 2023، أدرجت شمسة عرويلو في قائمة بي بي سي لأفضل 100 امرأة .  في ذلك الوقت، كان لديها أكثر من 70 مليون متابع على تيك توك، حيث تنشر محتوى تعليميًا حول ختان الإناث. 

## الحياة الشخصية
أنجبت شمسة عرويلو طفلة عام 2014، وكانت صريحة معها بشأن تجربتها كطفلة مع ختان الإناث.  انتقلت هي وابنتها إلى لانكشاير في عام 2015.
نتيجة لخضوعها لعملية ختان الإناث، اضطرت شمسة إلى التعامل مع مشاكل صحية مستمرة، بما في ذلك آلام الدورة الشهرية الشديدة وأكياس المبايض. في ديسمبر 2023، سافرت إلى ألمانيا وخضعت لعملية جراحية ترميمية.
اعتبارًا من فبراير 2023، عملت عرويلو ضابط شرطة متدربة. 